# Calçoene (archeologische site)
Het Parque Arqueológico do Solstício (Archeologisch Park van de Zonnewende) is een site met megalithische steencirkels zo'n 20 kilometer van de Braziliaanse badplaats Calçoene. De site wordt ook wel Stonehenge van Amapá genoemd.
Het complex bestaat uit 127 blokken graniet, elk zo'n vier meter hoog. De stenen staan rechtop en in regelmatige cirkels, de grootste met een diameter van 30 meter. De stenen, die uit een groeve komen 3 km verderop, wegen elk tot 4 ton en staan tussen de 2,5 en 4 meter hoog. Het bouwwerk ligt bij een rivier op de top van een heuvel. Er werden tijdens opgravingen talloze keramiekfragmenten gevonden. Ook werden urnen met verkoolde botresten, aarde en rood pigment aangetroffen in gebied binnen de cirkel. Archeologen nemen aan dat dit bouwwerk 500 tot 2000 jaar oud is.
Op de kortste dag van het jaar, 21 december (winterzonnewende), verdwijnt de schaduw van een van de stenen als de zon er recht boven staat.
De Zwitserse zoöloog Emílio Goeldi, was de eerste buitenlandse bezoeker die melding maakte van het bestaan van megalithische cirkels in de Amazone. Hij reisde eind 19e eeuw via de Cunani rivier de Braziliaanse staat Amapá binnen. In de jaren 1920 bezocht ook Curt Nimuendajú, een Duits-Braziliaanse etnoloog,  magalieten in de regio, maar ook hij was zich niet bewust van de spectaculaire formaties van de Rego Grande. Betty Meggers en haar collega Clifford Evans van het Smithsonian Institute zagen ze wel in de jaren 1950, maar ze werden het niet waard gevonden verder te worden uitgegraven. Daarop werd de site 40 jaar lang vergeten. De Rego Grande steencirkels werden in de jaren 1990 herontdekt door Lailson Camelo da Silva, die land vrijmaakte voor weidegrond. Na de publiciteit rond Silva's 'ontdekking' werd er meer onderzoek gedaan en van de 200 prehistorische sites in de staat Amapá bleken er 30 megalithische monumenten te hebben. 
In 2005 deden de archeologen Mariana Petry Chabal en João Darcy de Moura Saldanha van Amapá's Institute of Scientific and Technological Research er verder onderzoek naar. In 2011 werd er een ouderdom van 1000 jaar aan gegeven, gebaseerd op deeltjes houtskool, die werden gevonden tussen het aardewerk van de begraafplaats. Tien andere prehistorische sites in de staat Amapá, waarvan er drie ook megalieten hadden, werden op dezelfde manier in dezelfde tijd gedateerd. Het is mogelijk dat er begraven is binnen een site, die zelf van oudere datum is. Het aardewerk, geven Cabral en Saldanha toe, is van dezelfde stijl en hetzelfde type als over de hele noordelijke kust van Amapá en Frans Guyana voorkomt en ook regelmatig wordt gevonden in prehistorische sites waar geen stenen monumenten voorkomen. Volgens Cabral en Saldanha zijn alle ongebruikelijke hoeken met zorg voorbereid.      